# تپه ملا یوردی
تپه ملا یوردی مربوط به دوره اشکانیان و دوره ساسانیان است و در شهرستان میانه، بخش ترکمن چای، دهستان اوچ تپه غربی، ۱ کیلومتری شرق روستای بیات سفلی واقع شده و این اثر در تاریخ ۲۷ آبان ۱۳۸۶ با شمارهٔ ثبت ۲۰۲۱۷ به‌عنوان یکی از آثار ملی ایران به ثبت رسیده‌است.